# Choeromorpha muscaria
Choeromorpha muscaria là một loài bọ cánh cứng trong họ Cerambycidae.